# We Can't Have Everything
We Can't Have Everything é um filme de drama mudo produzido nos Estados Unidos em 1918, dirigido e escrito por Cecil B. DeMille.
É baseado em um romance de Rupert Hughes.